# Непереможний (роман)
«Непереможний» (пол. Niezwyciężony) — науково-фантастичний роман Станіслава Лема 1964 року.

## Видання та переклади
Роман був вперше опублікований в «Gazeta Bialostocka» (Білосток, 1963, № 297 — № 306; 1964, № 1 — № 61). Перше книжкове видання — в збірці Лема «Niezwyciężony i inne opowiadania» (видавництво «Wydawnictwo Ministerstwa Obrony Narodowej», Варшава, 1964).

## Сюжет
Крейсер другого класу «Непереможний» здійснив посадку на пустельну й нежилу планету Регіс-III, де незадовго до цього зник інший земний корабель — «Кондор».
«Кондор» — крейсер того ж класу, що і «Непереможний» — несподівано пропав під час рутинної експедиції, відправивши перед цим всього 2 повідомлення. У першому йшлося про успішну посадку на поверхню планети Регіс-III. У другому — про якісь «мушки».
Екіпаж «Непереможного» отримав завдання знайти сліди зниклої експедиції «Кондора» і з'ясувати причину її зникнення. У біолога Лауди виникає ідея, згідно з якою на планеті відбувається еволюція механізмів, що залишилися від позаземної цивілізації, яка прибула з району сузір'я Ліри (Лірян).
Судячи з нечисленних слідів, що збереглися від перших колоній роботів, типів роботів було кілька. «Рухливі» — мобільні роботи, складні, інтелектуальні, озброєні, живились ядерною енергією. «Найпростіші» — прості конструктивно, ці роботи, однак, були здатні до обмеженого пристосування. Вони не були настільки інтелектуальні та спеціалізовані, як «рухливі», але при цьому не залежали від наявності запасних частин і радіоактивного палива.
Позбавлені нагляду Лірян, роботи почали неконтрольовано розвиватися і змінюватися. Їхня еволюція привела до того, що вижили найбільш пристосовані, і ними виявилися найпростіші роботи. З їхніми далекими нащадками, які мають вигляд «мушок», і зіткнулися експедиції землян…